# 杉本孝幸
杉本 孝幸（すぎもと たかゆき、1962年（昭和37年）10月 - ）は、日本の海上自衛官。第47代横須賀地方総監。

## 略歴
青森県出身。防衛大学校を第29期卒業し、海上自衛隊に入隊。
職種は固定翼航空機（P-3C）操縦士。
入隊後は主に航空隊や海上幕僚監部等で勤務したのち、海上自衛隊幹部候補生学校校長、横須賀地方総監部幕僚長、航空集団司令官等の要職を歴任し、2018年（平成 30年）12月から第44代呉地方総監を務め、2019年（令和元年）12月20日、第47代横須賀地方総監に任命された。

## 年譜
- 1985年（昭和60年）3月：防衛大学校第29期卒業、海上自衛隊入隊
- 1999年（平成11年）7月：2等海佐
- 2000年（平成12年）8月：第2航空群第2飛行隊長
- 2003年（平成14年）3月：海上幕僚監部人事教育部補任課補任班勤務
- 2004年（平成16年）1月：1等海佐
- 2005年（平成17年）8月：海上幕僚監部人事教育部補任課補任班長
- 2006年（平成18年）8月：海上幕僚監部防衛部防衛課編成班長
- 2008年（平成20年）3月：第5航空隊司令
- 2009年（平成21年）8月： 統合幕僚監部防衛計画部防衛課長
- 2011年（平成23年）8月：海将補に昇任、航空集団司令部幕僚長
- 2012年（平成24年）7月：第1航空群司令
- 2013年（平成25年）8月：防衛監察本部監察官
- 2014年（平成26年）12月：海上自衛隊幹部候補生学校長
- 2016年（平成28年）3月：横須賀地方総監部幕僚長
- 2017年（平成29年）8月：海将に昇任、航空集団司令官
- 2018年（平成30年）12月：第44代 呉地方総監
- 2019年（令和元年）12月：第47代 横須賀地方総監
- 2020年（令和2年）12月：退職